# У мене пальці засвербіли
«У мене пальці засвербіли» (англ. By the Pricking of My Thumbs) — детективний роман англійської письменниці Агати Крісті виданий у Великій Британії видавництвом «Collins Crime Club» в листопаді 1968 й у США видавництвом «Dodd, Mead and Company» пізніше у цьому ж році.

## Сюжет
Томмі і Таппенс Бересфорди навідують в будинку престарілих «Сонячні гори» стару Аду Феншоу, тітку Томмі. Поки Томмі розмовляє з тіткою, Таппенс знайомиться зі старою місіс Ланкастер. Жінка розповідає дивну історію вбитої дитини, чиє тіло хтось замурував в каміні. Через деякий час Томмі і Таппенс дізнаються, що тітка Ада померла, а місіс Ланкастер забрали до себе
невідомі родичі. Єдине, що лишилося від неї — картина з будинком на каналі, яку вона встигла перед від'їздом подарувати тітці Аді, й яка тепер дісталася Бересфордам. Таппенс пригадує, що десь бачила цей дім, проте не може згадати де саме. Врешті, після багатьох поїздок, Таппенс вдається знайти будинок зображений на картині. Він розташований в маленькому мальовничому селі Саттон. Таппенс знайомиться з місцевими жителями, та ніхто з них не пригадує жінки на ім'я Ланкастер… Таппенс продовжує пошуки й заходить — серійного вбивцю.

## Екранізації
- 2005 — «У мене пальці засвербіли» (фр. Mon petit doigt m'a dit...), французький кінофільм, дію якого перенесено до провінційної Франції. У ролі Таппенс Бересфорд — Катрін Фро.
- 2006 — повнометражний епізод серіалу «Міс Марпл Агати Крісті» (виробництво ITV) з Джеральдін Мак-Еван у головній ролі. У фільмі також зайняті Грета Скаккі (Таппенс), Ентоні Ендрюс (Томмі), Клер Блум (тітка Ада), Чарльз Денс (Септімус Блай) та інші. Окрім того, що до числа персонажів додано міс Марпл, сюжет фільму має низку відмінностей від роману:
  - Томмі не підключено до розслідування.
  - Прізвище тітки Ади змінюється з Феншоу на Бересфорд.
  - Неллі Блай стає дружиною вікарія. Також у фільмі присутнє її вбивство.
  - З сюжету вилучені доктор Мюррей, подружжя Перрі та Копплі.
  - До сюжету фильм додані нові персонажі (окрім міс Марпл): Кріс, водій сера Філіппа, Ітон, поліцейский, Розі Вотерс, сестра Лілі.
  - У фільмі вбивають Аду Бересфорд, Неллі Блай та Лілі Вотерс, тоді як у книзі, стається ціла серія вбивств дітей. Також, за книгою, в «Сонячних горах» вбивають чотирьох літніх жінок.